# Rattus pyctoris
Il ratto himalayano (Rattus pyctoris  Hodgson, 1845) è un roditore della famiglia dei Muridi diffuso nell'Asia centrale.

## Descrizione

### Dimensioni
Roditore di medie dimensioni, con la lunghezza della testa e del corpo tra 140 e 165 mm, la lunghezza della coda tra 135 e 178 mm, la lunghezza del piede tra 32 e 34 mm, la lunghezza delle orecchie tra 20 e 25 mm.

### Aspetto
Le parti superiori sono marroni chiare con dei riflessi grigi, mentre le parti ventrali sono biancastre. Le orecchie sono densamente ricoperte di peli corti. La coda è leggermente più corta della testa e del corpo, ricoperta di piccoli peli, biancastri nella parte inferiore, scura sopra e priva di pigmento sotto.

## Biologia

### Comportamento
È una specie terricola.

## Distribuzione e habitat
Questa specie è diffusa nell'Asia centrale, India settentrionale e Cina meridionale.
Vive in ambienti d'altura tra 1.200 e 4.250 metri di altitudine. Si trova frequentemente in aree rocciose, terre coltivate e vicino a zone residenziali.

## Tassonomia
Sono state riconosciute 3 sottospecie:
- R.p.pyctoris: Stati indiani del Jammu e Kashmir, Himachal Pradesh, Uttarakhand, Sikkim, Arunachal Pradesh, Assam settentrionale; Nepal, Bhutan; Myanmar settentrionale, province cinesi dello Yunnan, Sichuan, Guangdong;
- R.p.shigarus (Miller, 1913): Pakistan settentrionale: Territori del Nord, Azad Kashmir;
- R.p.turkestanicus (Satunin, 1903): Iran centro-orientale, Afghanistan occidentale, centrale e nord-orientale; Uzbekistan sud-orientale, Kazakistan sud-orientale, Kirghizistan occidentale, Tagikistan centrale e occidentale.

## Conservazione
La IUCN Red List, considerato il vasto areale, la popolazione numerosa e la presenza in diverse aree protette, classifica R.pyctoris come specie a rischio minimo (Least Concern).